# Un gallo detronizzato
Un gallo detronizzato (A Broken Leghorn) è un film del 1959 diretto da Robert McKimson. È un cortometraggio d'animazione della serie Looney Tunes, distribuito negli Stati Uniti il 26 settembre 1959. Dal 1999 viene distribuito col titolo Il gallo apprendista.

## Trama
Foghorn Leghorn è impietosito da Miss Prissy, che le altre galline ridicolizzano a causa della sua incapacità di deporre un uovo. Per darle sicurezza, Foghorn fa scivolare un uovo di un'altra gallina sotto Prissy mentre è seduta sul suo nido. Ciò attira sorpresa e un po' di ammirazione quando le altre galline realizzano che dall'uovo è uscito un pulcino di gallo. Foghorn ha subito un impeto di gelosia: secondo lui non c'è necessità di un altro gallo. Quando irrompe nel pollaio per far sapere le sue opinioni, è sorpreso di vedere le galline in difesa del galletto. Foghorn decide quindi di usare cautela e finge interesse per il galletto. Quest'ultimo però ha già in mente di sostituire Foghorn, e il gallo si rende conto di doversene sbarazzare. Ottiene allora da Prissy il permesso di "addestrare" suo figlio all'"antica arte del gallo". Il galletto, tuttavia, ha già capito i piani di Foghorn per lui.
Foghorn mette in atto vari tentativi di sbarazzarsi del suo piccolo rivale: convincerlo ad attraversare la strada sperando che venga investito, farlo stare fermo mentre gli fa arrivare un candelotto di dinamite da una grondaia, fargli tirare una pannocchia di mais abbastanza forte da attivare il grilletto di un fucile e convincerlo a colpire un mucchio di terra sotto cui ha messo una mina. Tuttavia, ognuno di questi tentativi finisce per ritorcersi contro lo stesso Foghorn, che alla fine va a casa del proprietario della fattoria con un ultimatum: "Uno di noi due se ne deve andare!" Subito dopo, viene portato via da un camion.

## Distribuzione

### Edizione italiana
Il corto arrivò in Italia direttamente in televisione negli anni ottanta. Il doppiaggio fu eseguito dalla Effe Elle Due sotto la direzione di Franco Latini su dialoghi di Maria Pinto, i quali presentano alcune battute di Foghorn inventate (tra cui quella finale); inoltre, le voci delle galline vengono scambiate più volte. Tale doppiaggio fu poi utilizzato in DVD. Nel 1999 la Angriservices Edizioni eseguì un nuovo doppiaggio più corretto diretto da Renzo Stacchi su dialoghi di Giorgio Tausani e utilizzato in VHS e in televisione.

### Edizioni home video

#### VHS
Italia
- Un supergallo cedrone (settembre 1999)

#### DVD
Il corto fu pubblicato in DVD-Video in America del Nord nel quarto disco della raccolta Looney Tunes Golden Collection: Volume 1 (intitolato Looney Tunes All-Stars: Part 2) distribuita il 28 ottobre 2003, dove è visibile anche con la sola colonna musicale; il DVD fu pubblicato in Italia il 2 dicembre 2003 nella collana Looney Tunes Collection, col titolo All Stars: Volume 2. Fu inserito anche nel secondo disco della raccolta DVD Looney Tunes Spotlight Collection Volume 1, uscita in America del Nord sempre il 28 ottobre 2003, ristampato il 17 giugno 2014 col titolo Looney Tunes Center Stage: Volume 2. Fu poi incluso nel DVD Foghorn Leghorn & Friends della collana Looney Tunes Super Stars, uscito in America del Nord il 30 novembre 2010, dove è visibile anche nella versione widescreen.